# Etielloides bipartitellus
Etielloides bipartitellus är en fjärilsart som beskrevs av John Henry Leech 1889. Etielloides bipartitellus ingår i släktet Etielloides och familjen mott. Inga underarter finns listade i Catalogue of Life.